# Rhipsalis cereoides
Rhipsalis cereoides là một loài thực vật có hoa trong họ Cactaceae. Loài này được (Backeb. & Voll) Backeb. miêu tả khoa học đầu tiên năm 1937.